# Joost Vrolix
Joost Vrolix is een Belgische dirigent, muziekpedagoog en trompettist afkomstig uit Peer (België).

## Levensloop
Vrolix kwam als klein jongetje al in contact met de blaasmuziek. Op 10-jarige leeftijd ging hij wekelijks samen met zijn vader, die dirigent was, naar de repetitie van de Fanfare Sint-Cecilia, Grote-Brogel, waar hij trompet speelde. Daarnaast deed hij studies voor trompet en piano aan de Noord-Limburgse muziekacademie. Later studeerde hij aan het Lemmensinstituut te Leuven trompet bij Leon Petré, kamermuziek en HaFaBra-directie bij Edmond Saveniers, Jan Van der Roost en Frans Violet.
Als muziekleraar is hij verbonden aan het Noord-Limburgs Instituut voor Kunstonderwijs en aan de Stedelijke academie voor muziek, dans en woord te Beringen (België). 
Joost Vrolix is sinds 2003 dirigent van de Fanfare Wilhelmina in Vlodrop en van de Koninklijke Harmonie "Onder Ons", Gruitrode. Als trompettist is hij lid van het koperensemble "Musica Mosana".
Van 2013 tot en met 2016 was Joost Vrolix tevens dirigent van Muziekgezelschap Juliana Holtum. 